# 후유츠키 아즈사
후유츠키 아즈사는 《GTO (만화)》에 등장하는 히로인으로, 구 정발판 명칭은 동월.

## 소개
- 후유즈키 아즈사(동월) - 성우: 오리카사 후미코 / 웬디 리 / 이지영[1]

세이린학원의 3학년 한문 교사로 오니즈카와는 학원으로 가는 버스 안에서 처음 만났으며 당시 교감이 자신의 엉덩이를 만지려 했던 것을 오니즈카가 구해주게 된 것을 계기로 세이린학원에서 동료교사로 동업하게 되었다. 남학생들로부터는 순진하고 청순한 외모 때문에 호감대상이 되었지만 여학생들로부터는 증오와 불신의 대상으로 낙인되어 한때 여학생들로부터 화장실 물세례를 당한 경험이 있다. 처음에 교사생활에 어려움을 느끼기도 했으나 오니즈카의 조언 등으로 인해 점차 그를 신뢰하게 되었다. 2학기 때는 담임교사를 맡게 되었다.